# Ahmed bin Jassim Al Thani
Ahmed bin Jassim Al Thani (en árabe: أحمد بن جاسم آل ثاني) es un político y empresario catarí, miembro de la familia Al Thani y ministro de Economía y Comercio desde 2013.
Arabian Business lo nombró como el empresario más poderoso de Catar en 2012. Fue elegido como el 38° árabe más poderoso por Gulf Business en 2013.

## Biografía

### Primeros años y educación
Al Thani es miembro de la familia gobernante de Catar. Se graduó en la Universidad de los Emiratos Árabes Unidos obteniendo un Bachelor of Science en ingeniería del petróleo. Recibió una maestría en administración de proyectos en el Escuela Imperial de Londres en Reino Unido.

### Carrera
Al Thani trabajó en diversos proyectos de ingeniería petrolera en Catar y en el extranjero. Fue miembro del consejo en Qatargas. Después de la dimisión de Wadah Khanfar de Al Jazeera, Al Thani se convirtió en el director general del canal en septiembre de 2011. Salió del canal el 26 de junio de 2013 cuando fue nombrado ministro de economía y comercio. El 3 de julio fue nombrado miembro del Consejo de Administración de Qatar Investment Authority (QIA).
En noviembre de 2016 fue el firmante de un acuerdo con el gobierno de Argentina para crear un fondo argentino-catarí por mil millones de dólares estadounidenses para obras de infraestructura.